# Городомля
Городомля (до начала XX века в литературе и на картах обычно назывался Городовня, реже Градовня, Градомля) — остров на озере Селигер, второй по величине после острова Хачин. Находится в 4 километрах к северу от Осташкова, в Тверской области. Покрыт хвойными лесами. На острове есть внутреннее озеро Дивное (Внутреннее) с двумя маленькими островами. Площадь поверхности — 3,14 км².

## История
Находки кремнёвых изделий указывают на существование здесь поселений эпохи позднего неолита или раннего энеолита.
В XVI веке остров Городомля состоял в вотчине видного государственного и военного деятеля Богдана Яковлевича Бельского.
В 1608 году Бельский пожаловал Городомлю и некоторые близлежащие воды и острова боярину Борису Михайловичу Лыкову за разбитие им пана Лисовского в битве у Медвежьего брода. Через 21 год Городомля была подарена Лыковым расположенной на соседнем острове Нило-Столбенской пустыни и оставалась её владением вплоть до XX века.

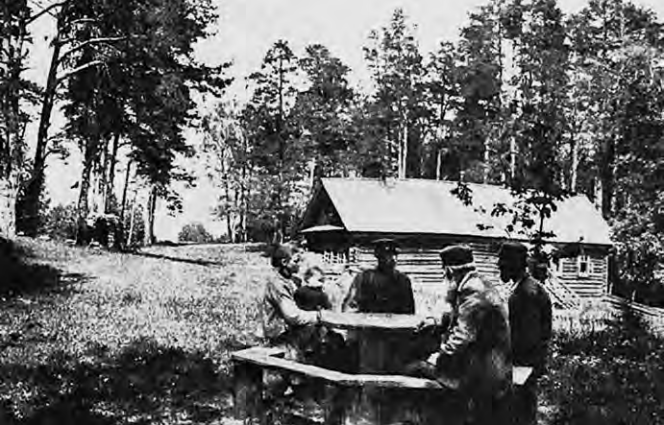
Вишняков Е. П. Остров Городовня на озере Селигер (принадлежащий монастырю Нила Столбенского). 1890 г.

Считается, что художник Шишкин запечатлел природу Городомли на своём хрестоматийном полотне «Утро в сосновом лесу» (1889). В своей книге «Истоки Волги» Е. П. Вишняков, посетивший остров вместе с Шишкиным в мае 1890 года, писал следующее:
«Для осташковцев, не имеющих в своем тихом и сонном городке никаких особенных развлечений, посещение принадлежащего монастырю острова Городовни, да и самая поездка к нему в хорошую погоду должны бы, казалось, составлять не последнее удовольствие, но в действительности прогулки предпринимаются далеко не часто, и остров, несмотря на близость к городу и удобство сообщения, стоит большею частью безлюдным — пустынным. Весь он сплошь покрыт сосновым лесом, и лишь одна полуветхая избушка сторожа напоминает здесь о присутствии человека; о посещении же горожан можно догадываться по круглому столику со скамеечками, устроенными вблизи сторожки, конечно, не монастырскими чернецами. Остров дал мне удобное убежище во время непогоды, которая меня настигла на пути из Осташкова к Столобенскому монастырю. Из монастырской сторожки навстречу вышел приветливый мирянин, мужичок сторож, охотно предложивший мне свое гостеприимство, а мрачный сожитель его, монастырский послушник, вместо привета бормотал что-то суровое и, смотря исподлобья, творил молитву да отплевывался. … В середине острова большое тихое озеро, берега которого совсем затянулись порослью, и, пожалуй, недалеко то время, когда это озеро, наподобие многих иных, окружающих Селигер, превратится в трясучее болото».
В конце XIX века здесь был основан Гефсиманский скит, в котором проживали монахи и старцы.

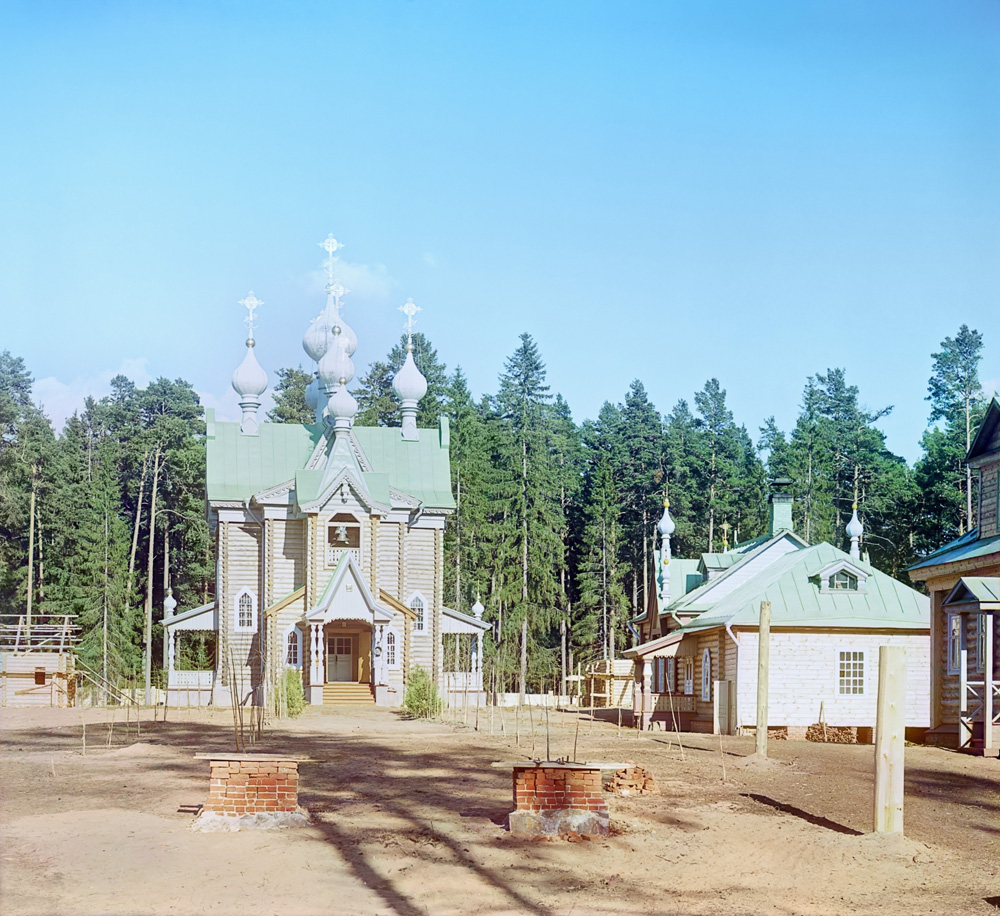
Прокудин-Горский С. М. Новый храм во имя Успения Пр. Богородицы в Гефсиманском скиту. 1910 г.

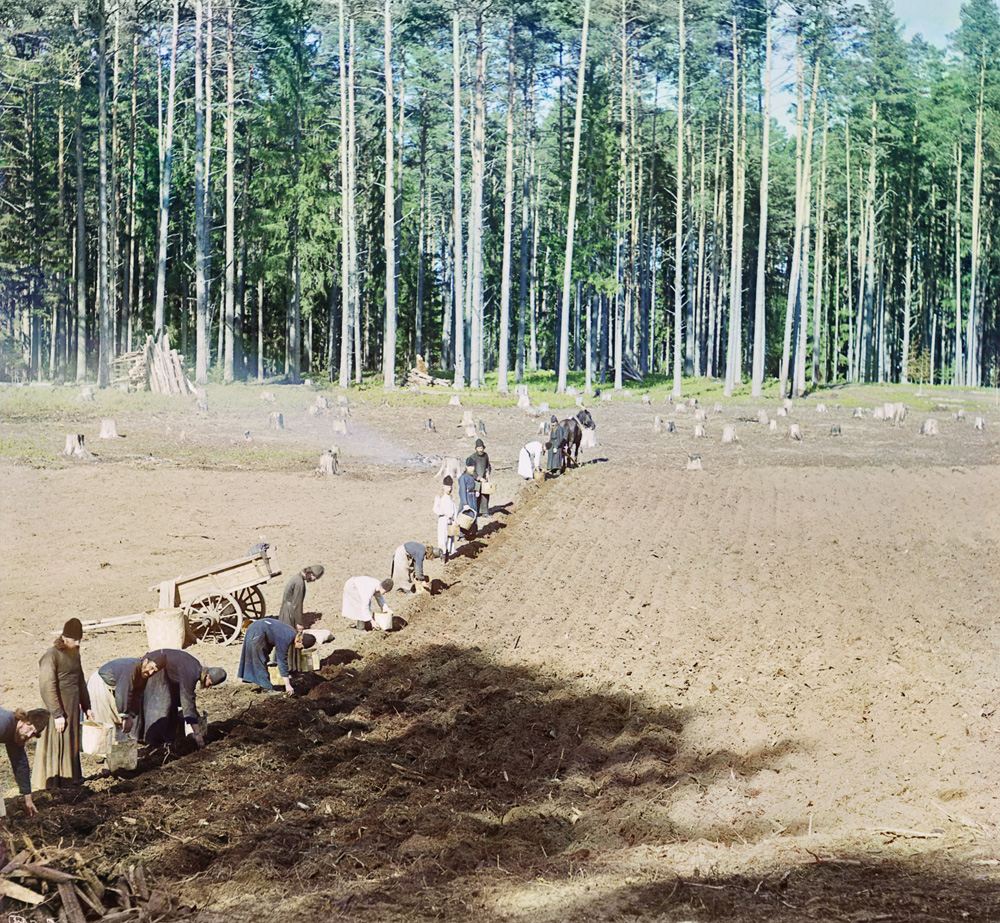
Прокудин-Горский С. М. Монахи за работой. Посадка картофеля. 1910 г.

В 1910 году, в рамках обширного путешествия по Верхневолжью, остров посетил знаменитый ученый и фотограф Сергей Михайлович Прокудин-Горский. На острове им был сделан ряд фотографий, на которых в цвете запечатлены: недавно отстроенный новый храм во имя Успения Пр. Богородицы в Гефсиманском скиту, небольшая часовня, располагающаяся на одном из островов внутреннего озера, полевые работы монахов, а также вид на Нило-Столобенскую пустынь с берега Городомли.
В 1930—1932 гг. под руководством Александра Леонтьевича Скоморохова на острове был построен первый в СССР Ящурный институт, в цели которого входило изучение этого вирусного заболевания и разработка вакцины против него. Первым директором института стал сам Скоморохов. Есть основания полагать, что строительство института началось ещё раньше, а именно в 1928 или 1929 году.
В 1937 году из усадьбы «Власиха» на Городомлю был переведен Биотехнический институт РККА, занимающийся, в частности, в рамках возможного противодействия биологическому оружию, созданием вакцин и сывороток для нужд армии. Решение о переводе было вызвано опасностью распространение инфекций, с которыми работали в институте, на Москву и другие близлежащие промышленные центры. По всей вероятности, в цели работ института входило также и создание биологического оружия.

## В годы Великой Отечественной войны
Остров, как и близлежащий г. Осташков, в годы войны не был оккупирован немцами. Однако, с октября 1941 года по конец 1942 года он располагался в непосредственной близости от линии Калининского фронта. С июля 1942 г. по сентябрь 1944 г. на Городомле в разное время и на разные сроки размещались военные госпитали: эвакуационный госпиталь (ЭГ) 1953 (20.04.42-2.05.42); инфекционный госпиталь (ИГ) 4265 (10.07.42-7.10.42); госпиталь для легкораненых (ГЛР) 1090 (28.11.42-30.10.43); ЭГ 3354 (5.05.43-1.12.43); ЭГ 1032 (24.12.43-20.09.44); ЭГ 1859 (5.01.44-1.09.44); ЭГ 1951 (1.11.43-1.07.44); ЭГ 1083.
Галина Рафаиловна Хоменко, непосредственный свидетель событий, в своем рассказе «Записки военврача» так описывает остров в годы войны:
«На одном из островов Селигера раскинулись лагерем парусиновые палатки. Могучий лес замаскировал зелёный город. Глубокие воды озера отделяют госпиталь от „Большой земли“. Слышны орудийные раскаты и гул самолётов, но здесь сама природа спрятала раненых от врага.
Вздрагивают плакучие ивы. Скрытые их ветвями, плывут, прижимаясь к берегу, одна за другой лодки, переполненные ранеными. Санитары с носилками спешат к операционным палаткам, на поляну, заросшую цветами и ярким клевером. С удивлением и нежностью смотрят раненые на мирные белые ромашки и с надеждой — на людей в белых халатах».
Согласно сохранившимся документам госпиталей, на острове было похоронено как минимум 38 солдат и офицеров.
По официальным данным, в рамках укрупнения воинских захоронений, в 1950-х годах останки были перезахоронены в несколько братских могил города Осташкова.

## Послевоенные годы
После Великой Отечественной войны на острове собрали немцев, занимавшихся ракетными разработками в интересах Советского Союза. Первая партия немцев прибыла 22 мая 1947 года, в мае 1948 года на острове собрали всех немецких специалистов по ракетам. Организация немецких специалистов на острове Городомля получила статус филиала № 1 НИИ-88, расположенного в Подлипках (ныне — г. Королёв). В октябре 1950 года «немецкий» филиал № 1 прекратил свою работу, а в 1951—1953 годы немецкие специалисты были отправлены в ГДР. Однако созданные на Городомле исследовательский центр и машиностроительный завод после отъезда немецких специалистов не прекратили свою работу.

## Современность
На острове расположены филиал ФГУП «НПЦ АП имени академика Н. А. Пилюгина» — завод «Звезда» и его дом отдыха. В настоящее время на территории острова расположено ЗАТО Солнечный, для которого завод «Звезда» является градообразующим предприятием.
Посёлок по периметру окружён лесом, который защищает его от ветров, дующих на Селигере. Население ЗАТО составляет примерно 2 тысячи человек. Профсоюзный дом отдыха «Селигер», расположенный в восточной части острова на площади 7 гектар среди реликтового хвойного леса, до недавнего времени открыто продавались путёвки в этот санаторий, но в связи с предстоящей продажей временно прекратил оказание услуг по приему гостей и отдыхающих. На берегу внутреннего озера сохранились деревянная ярусная церковь и рубленые дома монахов — насельников скита.
Связь с материком летом осуществляется рейсовыми теплоходами, курсирующими между Осташковом (пристань «Чайкин Берег») и Городомлей. Зимой силами муниципальных предприятий ЗАТО Солнечный создаётся автомобильная и пешеходная дорога по льду Селигера, в межсезонье связь затруднена. У пристани расположен контрольно-пропускной пункт, и вход на остров осуществляется только по пропускам, а сам остров обнесён колючей проволокой.